# Sông quay vòng
Các dòng sông quay vòng là một cách đáng ngạc nhiên, không phổ biến về sự phát triển của đống cát có thể được tìm thấy ở một vài bãi cát trên khắp thế giới, nhưng đã được nghiên cứu chi tiết chỉ với một khu vực cát ở Cuba từ một nơi gọi là Santa Teresa (tỉnh Pinar del Rio).

## Miêu tả
Khi cát "quay vòng" trên một bề mặt phẳng từ một vị trí cố định, sự tăng trưởng của cọc hình nón không xảy ra theo cơ chế tuyết lở thông thường, trong đó cát trượt xuống cọc theo kiểu ít nhiều ngẫu nhiên. Điều gì xảy ra trong một "dòng sông" cát chảy tương đối mỏng đi từ điểm đổ ở đỉnh cọc đến chân đế của nó, trong khi phần còn lại của cát ở bề mặt là tĩnh. Ngoài ra, dòng sông "xoay vòng" quanh cọc theo hướng ngược chiều kim đồng hồ hoặc ngược chiều kim đồng hồ (nhìn từ trên xuống) tùy thuộc vào điều kiện ban đầu của thí nghiệm. Trên thực tế, dòng sông tạo thành "cạnh cắt" của một lớp cát lắng đọng như một vòng xoắn trên đống hình nón, và làm cho nó phát triển. Đối với các hố cát nhỏ, các dòng sông liên tục, nhưng chúng trở nên không liên tục cho các cọc lớn hơn.

## Lịch sử và hiện đại của nghệ thuật
Hiện tượng được quan sát đầu tiên bởi E. Altshuler tại Đại học Havana năm 1995, nhưng tại thời điểm đó, ông cho rằng nó đã được biết đến và ông tạm thời quên nó. Năm 2000, tại Đại học Houston, ông nói với KE Bassler, người đã thể hiện sự quan tâm sống động đến vấn đề này. Xấu hổ quá, Altshuler không thể chứng minh điều đó trước Bassler khi sử dụng cát ngẫu nhiên từ Houston, vì vậy ông phải gửi cho anh ta một video từ Cuba sau khi trở về đảo.
Sau khi sự tồn tại của hiện tượng kỳ lạ được xác nhận đến mọi người, E. Altshuler và một số cộng tác viên đã thực hiện một nghiên cứu có hệ thống ở Havana, sau đó được xuất bản cùng với Bassler. Công việc tiếp theo đã được thực hiện để hiểu chi tiết hơn về hiện tượng này, và nó đã được tìm thấy ở các bãi cát khác từ các khu vực khác nhau trên thế giới. Tuy nhiên, mối liên hệ giữa các tính chất vật lý, hóa học (và có thể là sinh học) của các hạt trong một loại cát cụ thể, bản chất của các tương tác giữa các hạt và sự xuất hiện của các dòng sông xoay vẫn đang là một câu hỏi mở.
Cát từ Santa Teresa được làm từ các hạt silicon dioxide gần như tinh khiết với kích thước hạt trung bình là 0,2   mm xấp xỉ và không có tính năng đặc biệt có thể nhìn thấy liên quan đến hình dạng hạt. Nhưng mặc dù đơn giản rõ ràng của nó, nhiều câu hỏi về nó vẫn còn. Ví dụ, sau nhiều thí nghiệm, một mẻ cát có thể ngừng xuất hiện ở các dòng sông đang quay tròn (giống như cát vi vu cuối cùng cũng ngừng vi vu), điều này cho thấy sự phân rã được kết nối với một số tính chất của bề mặt hạt bị suy giảm do ma sát tiếp tục.
Video về hiệu ứng này có trên YouTube.